# مانويل دي برتغال
مانويل دي برتغال هو دبلوماسي وكاتب وشاعر وسياسي برتغالي، ولد في 1516، وتوفي في 1606.